# Albergaria dos Doze
Albergaria dos Doze é uma povoação portuguesa do Município de Pombal, Distrito de Leiria, que foi sede da extinta Freguesia de Albergaria dos Doze, freguesia que tinha 22,84 km² de área e 1 765 habitantes (2011), e, por isso, uma densidade populacional de 77,3 hab/km².
A Freguesia de Albergaria dos Doze foi extinta (agregada), pela última reorganização administrativa do território das freguesias, de acordo com a Lei nº 11-A/2013 de 28 de Janeiro, tendo o seu território sido agregado ao das freguesias de Santiago de Litém e São Simão de Litém para constituir a União das freguesias de Santiago e São Simão de Litém e Albergaria dos Doze com sede em Albergaria dos Doze.
Albergaria dos Doze é uma povoação bastante antiga. No entanto, tornou-se sede de freguesia só em 1923, quando se desagregou de São Simão de Litém, freguesia da qual fazia parte até então. 
Pertence à Diocese de Leiria/Fátima. Fica sensivelmente a meio caminho entre Lisboa e Porto. É servida pela 21.ª estação da Linha do Norte. Do lado Sul há um túnel com 659 metros de comprimento, terminado em 1863.

## População
| 1930  | 1940  | 1950  | 1960  | 1970  | 1981  | 1991  | 2001  | 2011  |
| 2 690 | 2 901 | 3 053 | 2 652 | 2 369 | 2 093 | 1 936 | 1 745 | 1 765 |

Criada pelaLei nº 1.413, de 10 de abril de 1923, com lugares desanexados da freguesia de São Simão de Lintém

## Equipamentos
Segundo a Anafre em 2007 Albergaria possui:
- Pré-Primária com 36 crianças
- Quatro salas de aula do 1º Ciclo com 53 alunos
- Colégio particular - Externato Liceal de Albergaria - que ministra o 2º e 3º Ciclos com 250 alunos
- Dois Postos Públicos de Internet (gratuitos)
- Centro cultural - Centro Cultural Padre Petronilho
- Uma Igreja e duas Capelas, sendo Padroeira Nossa Senhora da Apresentação
- Duas associações de solidariedade social - IPSS (Casa do Povo de Albergaria dos Doze)
- Oito associações humanitárias, culturais, recreativas e desportivas
- Um Centro de Dia com Apoio Domiciliário
- Dois Lares: cada um com 25 camas
- Um cemitério da Freguesia
- Um Quartel de Bombeiros com 30 bombeiros voluntários
- Um Campo de Futebol, relvado com relva sintética, com 100x64 metros, entre linhas de jogo, e bancadas cobertas
- Um polidesportivo descoberto
- Um gimnodesportivo coberto
- Uma ETAR
- Uma central de compostagem para resíduos orgânicos, principalmente flores velhas, naturais, provenientes do cemitério.

## Outras informações
- Um jornal mensal - Os Doze
- Um Boletim da Freguesia mensal
- Uma Feira franca a 12 de cada mês
- Duas festas principais: S. Pedro a 29 de Junho (festa profana) e 15 de Agosto (festa religiosa)
- Uma banda: TECLA 12 (Grupo de baile)
- Uma tuna: TROCOCOPO
- Uma cobertura de 99 % de abastecimento de água da rede pública
- Uma cobertura de 60 % de saneamento básico

## Localidades
Localidades da extinta Freguesia de Albergaria dos Doze:
- Albergaria dos Doze
- Cartaria[3]
- Castelo da Gracieira
- Cavadinhas
- Serradinho
- Chão de Gaia
- Eguins
- Fonte da Mata
- Gaia
- Gracieira
- Ladeira
- Mata
- Murzeleira
- Poços
- Pontinhas
- Ruge Água
- Vale das Éguas
- Vale de Pomares
- Venda de S. José
- Vidoeira
- Viuveiro